# Роберто Тавола
Роберто Тавола (італ. Roberto Tavola, нар. 7 серпня 1957, Лекко) — італійський футболіст, що грав на позиції захисника, півзахисника.
Виступав, зокрема, за «Ювентус» та «Лаціо», а також молодіжну та олімпійську збірну Італії.

## Клубна кар'єра
Народився 7 серпня 1957 року в місті Лекко. Вихованець футбольної школи клубу «Аталанта». Дорослу футбольну кар'єру розпочав 1975 року в основній команді того ж клубу у Серії Б. Після двох сезонів у другому дивізіоні зумів з командою вийти в еліту. Дебютував у Серії А 11 вересня 1977 року у матчі проти «Перуджі». Загалом за рідний клуб Тавола провів чотири сезони, взявши участь у 113 матчах чемпіонату. Більшість часу, проведеного у складі «Аталанти», був основним гравцем команди.
1979 року Роберто перейшов у «Ювентус», але не зміг виграти регулярне місце в основі: всього зіграв у Серії А сезону 1979/80 14 ігор і забив 2 голи. Через це був відправлений в оренду на сезон 1980/81 у «Кальярі» (18 матчів і 1 гол у Серії А), а потім повернувся в Турин. Але цього разу виступав за клуб ще менше — лише 3 матчі чемпіонату за сезон, але незважаючи на це здобув з командою чемпіонський титул. Влітку 1982 року був знову відправлений в оренду, цього разу в «Лаціо», з яким зайняв друге місце в Серії Б і допоміг римлянам повернутись до Серії А.
У наступному році він повернувся в «Ювентус», з яким виграв другий чемпіонат і Кубок Кубків, але стати основним гравцем так і не зумів (тільки 2 матчі в Серії А сезону 1983/84), через що 1984 року покинув клуб.
У наступному сезоні Тавола виступав за «Реджину» у Серії С1, після чого грав в тому ж дивізіоні за СПАЛ, «Катандзаро» та «Іскію Ізолаверде».
У сезоні 1988/89 грав за аматорський клуб «Асті». Завершив ігрову кар'єру у аматорському клубі «Сео Боргаро Торінезе», за який виступав протягом сезону 1989/90 років.
За свою кар'єру він зіграв в цілому 90 матчів в Серії А (8 голів) і 97 матчів в Серії Б (2 голи).

## Виступи за збірні
Протягом 1977—1980 років залучався до складу молодіжної збірної Італії, разом з якою був учасником молодіжного чемпіонаті Європи 1978 року. На молодіжному рівні зіграв у 9 офіційних матчах.
Також провів чотири матчі у складі олімпійської збірної Італії.

## Титули і досягнення
- Чемпіон Італії (2):

«Ювентус»: 1981–1982, 1983–1984
- Володар Кубка Кубків УЄФА (1):

«Ювентус»: 1983–1984